# Siegbert Schefke

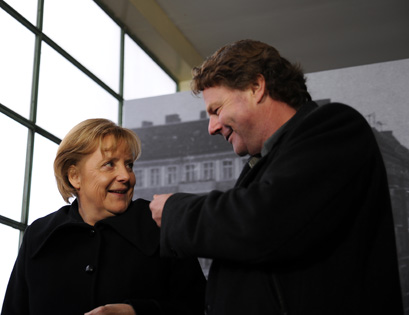
Angela Merkel und Siegbert Schefke zum 20. Jahrestag des Mauerfalls in der Bornholmer Straße

Siegbert Schefke (* 21. Februar 1959 in Eberswalde) ist ein deutscher Bürgerrechtler und Journalist. Er war 1986 Mitgründer der oppositionellen Umwelt-Bibliothek in der Ost-Berliner Zionsgemeinde. Bekannt wurde er dadurch, dass er während der Friedlichen Revolution von der Montagsdemonstration am 9. Oktober 1989 in Leipzig heimlich Filmaufnahmen machte, die er den Medien im Westen zuspielte.

## Werdegang

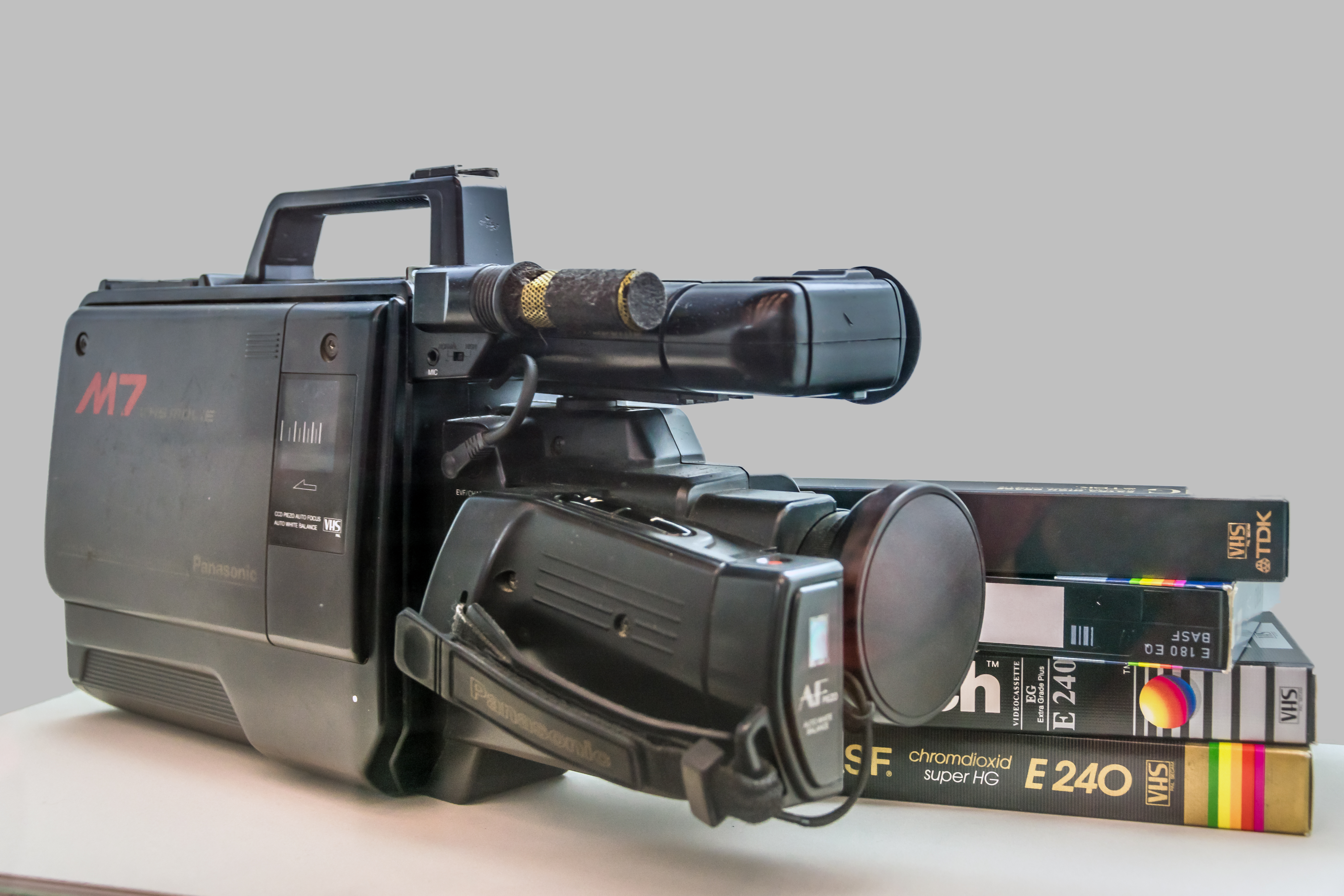
Videokamera Panasonic M7, die für die heimlichen Aufzeichnungen am 9. Oktober 1989 genutzt wurde

Der Sohn eines Maurers machte von 1975 bis 1978 in Frankfurt (Oder) eine Lehre zum Baufacharbeiter mit Abitur. Von November 1978 bis Mai 1980 leistete er Grundwehrdienst bei einer Pioniereinheit der NVA in Storkow. Danach absolvierte er ein Studium an der Hochschule für Bauwesen Cottbus. Ab 1985 arbeitete er in Ost-Berlin als Bauleiter für Neubausanierung. 1986 begann er sich in Friedens- und Umweltkreisen zu engagieren; er war einer der Mitbegründer der Umwelt-Bibliothek in der Berliner Zionsgemeinde. Als Fotograf, Kameramann und Reporter arbeitete er ab 1987 konspirativ in der DDR freiberuflich für verschiedene Fernsehmagazine wie das ARD-Magazin „Kontraste“ und bundesdeutsche Zeitungen. Er dokumentierte dabei mit heimlich gedrehten Aufnahmen unter anderem Umweltzerstörung und den Verfall der historischen Städte in der DDR sowie Fälle politischer Verfolgung von Oppositionellen und Künstlern.
Die Stasi gab dem Operativen Vorgang, den sie gegen Schefke führte, den Decknamen „Satan“ und sah wegen seines Engagements einen der gefährlichsten Oppositionellen in ihm, denn seine Fernsehbilder erreichten auch die DDR-Bevölkerung. Am 7. Oktober 1989 filmte er gemeinsam mit Aram Radomski die Gründung der Sozialdemokratischen Partei der DDR im Pfarrhaus von Schwante. Zwei Tage später filmte er gemeinsam mit Radomski, als Westjournalisten bereits keinen Zugang mehr nach Leipzig erhielten, heimlich die bis zu diesem Zeitpunkt größte und entscheidende Montagsdemonstration am 9. Oktober 1989 aus einem Versteck in der Turmspitze der Reformierten Kirche. Dazu benutzte er eine Kamera, die er vom ausgebürgerten Dissidenten Roland Jahn erhalten hatte. Die Bilder übergab er dem inkognito nach Leipzig gereisten Spiegel-Korrespondenten Ulrich Schwarz, der sie in derselben Nacht über den Checkpoint Charlie nach Westberlin schmuggelte. In der Tagesschau des 10. Oktober war das Video noch kein Thema. Danach sendete zunächst „Report“ einen zweiminütigen Ausschnitt der Videoaufnahmen, in den am späten Abend folgenden „Tagesthemen“ wurden die spektakulären Aufnahmen des „Anfangs vom Ende des SED-Regimes“ dann ausgiebig gesendet. Um Schefke und Radomski zu schützen, gab die ARD als Herkunft der Bilder an, sie stammten „von einem italienischen Kamerateam“.
Am Abend des 9. November waren Schefke und Radomski unter den ersten, die lautstark protestierend von den DDR-Grenzern am Berliner Grenzübergang Bornholmer Straße verlangten, in den Westen reisen zu dürfen, nachdem SED-Politbüromitglied Günter Schabowski kurz zuvor Reisefreiheit für alle Bürger verkündet hatte. Um die Proteste einzudämmen, ließen die Grenzer Schefke und Radomski auf das Gelände des Grenzübergangs und gestatteten ihnen, die Brücke Richtung Westen zu passieren. Schefke und Radomski waren damit unter den ersten DDR-Bürgern, die am Abend des Mauerfalls die Grenze von Ost nach West überquerten. Der Plan der Grenzer war es, sie später nicht wieder einreisen zu lassen. Als heimliches Kennzeichen für diese Einreisesperre stempelten sie beiden – völlig unüblich – den Ausreisestempel des Grenzübergangs über das Passfoto in ihren Ausweisen. Weil wenig später hunderttausende DDR-Bürger die Grenze stürmten, kam die Wiedereinreise-Sperre nicht mehr zum Tragen.

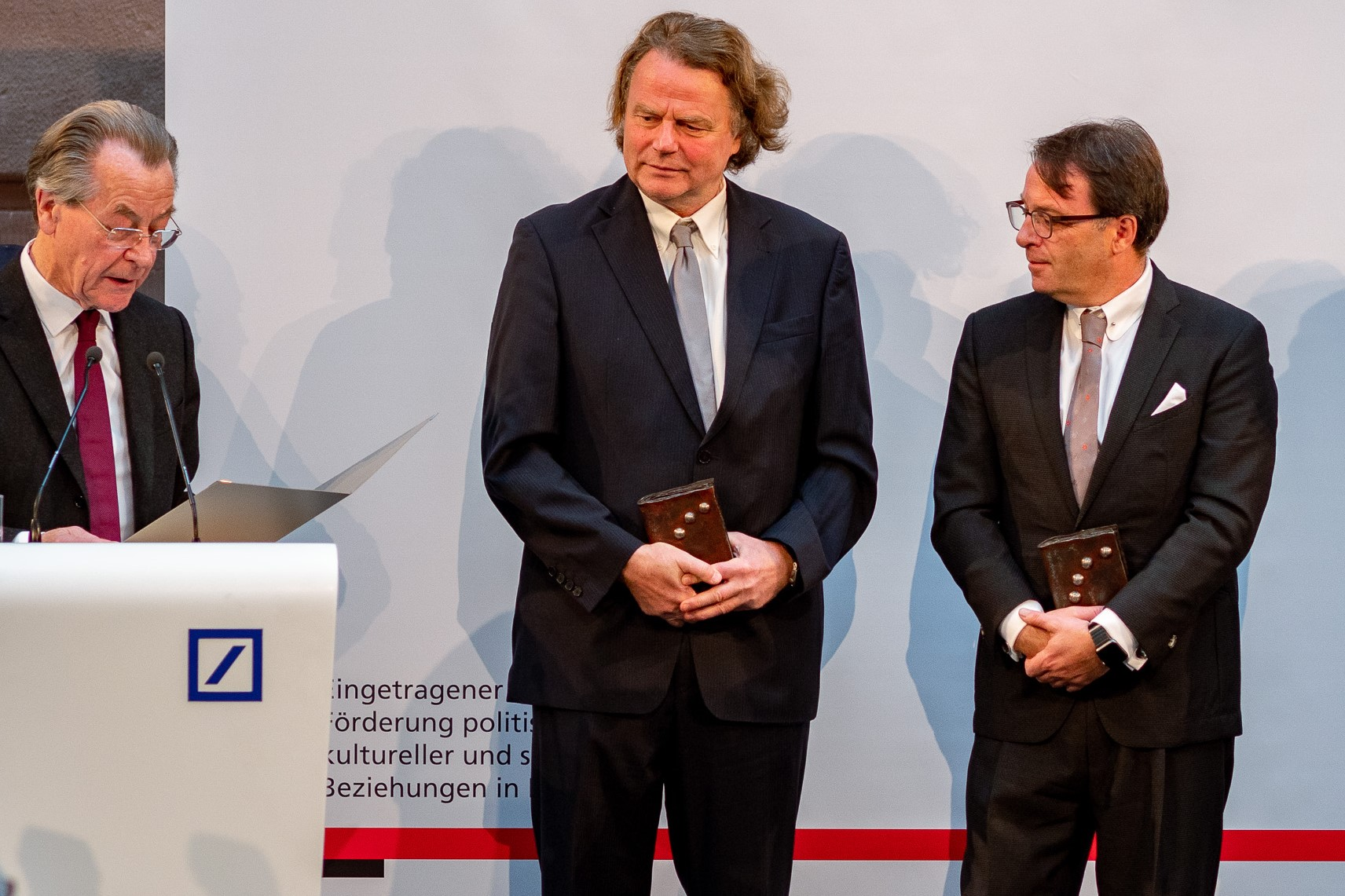
Siegbert Schefke und Aram Radomski bei der Verleihung des Preises der Deutschen Gesellschaft e. V. 2019, links Laudator Franz Müntefering

Nach der Friedlichen Revolution unternahm Schefke eine halbjährige Vortragsreise in den Vereinigten Staaten; 1991 wurden er und Radomski mit dem Siebenpfeiffer-Preis ausgezeichnet. Seit 1992 bis heute (Stand November 2021) arbeitet Schefke als festfreier Mitarbeiter beim MDR. 2005 erhielt er das Bundesverdienstkreuz am Bande verliehen. 2009 wurde er gemeinsam mit Aram Radomski und Christoph Wonneberger mit dem Bambi in der Kategorie Stille Helden geehrt. 2014 erhielt Schefke den Preis für die Freiheit und Zukunft der Medien der Medienstiftung der Sparkasse Leipzig. 2019 wurden Schefke und Radomski von der Deutschen Gesellschaft e. V. mit dem Preis der Deutschen Gesellschaft e. V. für Verdienste um die deutsche und europäische Verständigung ausgezeichnet.
2019 erhielt Schefke ein Dauervisum der USA für sich und seine Familie, die teilweise in den USA lebt. Schefke unterhält Wohnsitze in Leipzig und Miami.
In Hans-Christoph Blumenbergs Doku-Drama „Deutschlandspiel“ (2000) wurde Schefke von Arnd Klawitter dargestellt. Auch der von Sat.1 im Jahr 2008 produzierte Spielfilm "Wir sind das Volk – Liebe kennt keine Grenzen" basiert auf der Lebensgeschichte von Siegbert Schefke, Aram Radomski und Roland Jahn.

## Auszeichnungen
- 1991: Siebenpfeiffer-Preis (zusammen mit Aram Radomski)
- 2005: Bundesverdienstkreuz am Bande

## Schriften
- Als die Angst die Seite wechselte. Die Macht der verbotenen Bilder. Autobiografie. Hrsg. Maren Martell. Transit, Schwarzenbach 2019, ISBN 978-3-88747-373-0.